# Willemien Testas
Henriëtta Johanna Petronella Willemina (Willemien) Testas (Amsterdam, 5 november 1876 – aldaar, 23 december 1931) was een Nederlands schilder, tekenaar en naaldkunstenaar.

## Leven en werk
Willemien Testas was een dochter van Willem Testas, directeur van de Kas-Vereeniging, en Henrietta Johanna de Famars Testas. Ze was een zus van de beeldhouwer Piet Testas en oomzegger van de schilder Willem de Famars Testas. Testas kreeg les van Jozef Hoevenaar, Grada Hermina Marius en Suze Robertson.
Testas schilderde en tekende landschappen, stilleven en figuren en maakte borduurwerk en enkele glas-in-loodontwerpen. Ze nam onder meer deel aan De Vrouw 1813-1913. In 1915 exposeerde ze schilderijen en tekeningen met Louise Jama-van Raders en Constance de Nerée tot Babberich bij Kunstzaal Pictura in Den Haag en Kunstzaal de Vries in Arnhem. Een wandkleed van Testas was, naast een vloerkleed van Jaap Gidding, te zien op de wereldtentoonstelling van 1925 in Parijs in een door Hendrik Wijdeveld ingerichte zaal van het Grand Palais.
Vanaf 1916 was Testas actief bij kunstzaal Huis 202, ook het Huis der Zielekunst, aan het Noordeinde 202 in Den Haag. Ze was geïnteresseerd in het occulte en redactielid van het alternatief-religieus kunsttijdschrift De Derde Weg.
Willemien Testas overleed op 55-jarige leeftijd, ze werd begraven op Zorgvlied.
- Biografisch Portaal: 73279274
- RKD-Nederlands Instituut voor Kunstgeschiedenis: 76904